# Wilhelmina de Hesse-Kassel
Wilhelmina von Hessen-Kassel (25 februarie 1726 – 8 octombrie 1808) a fost prințesă prusacă, căsătorită cu Prințul Henric al Prusiei.

## Biografie

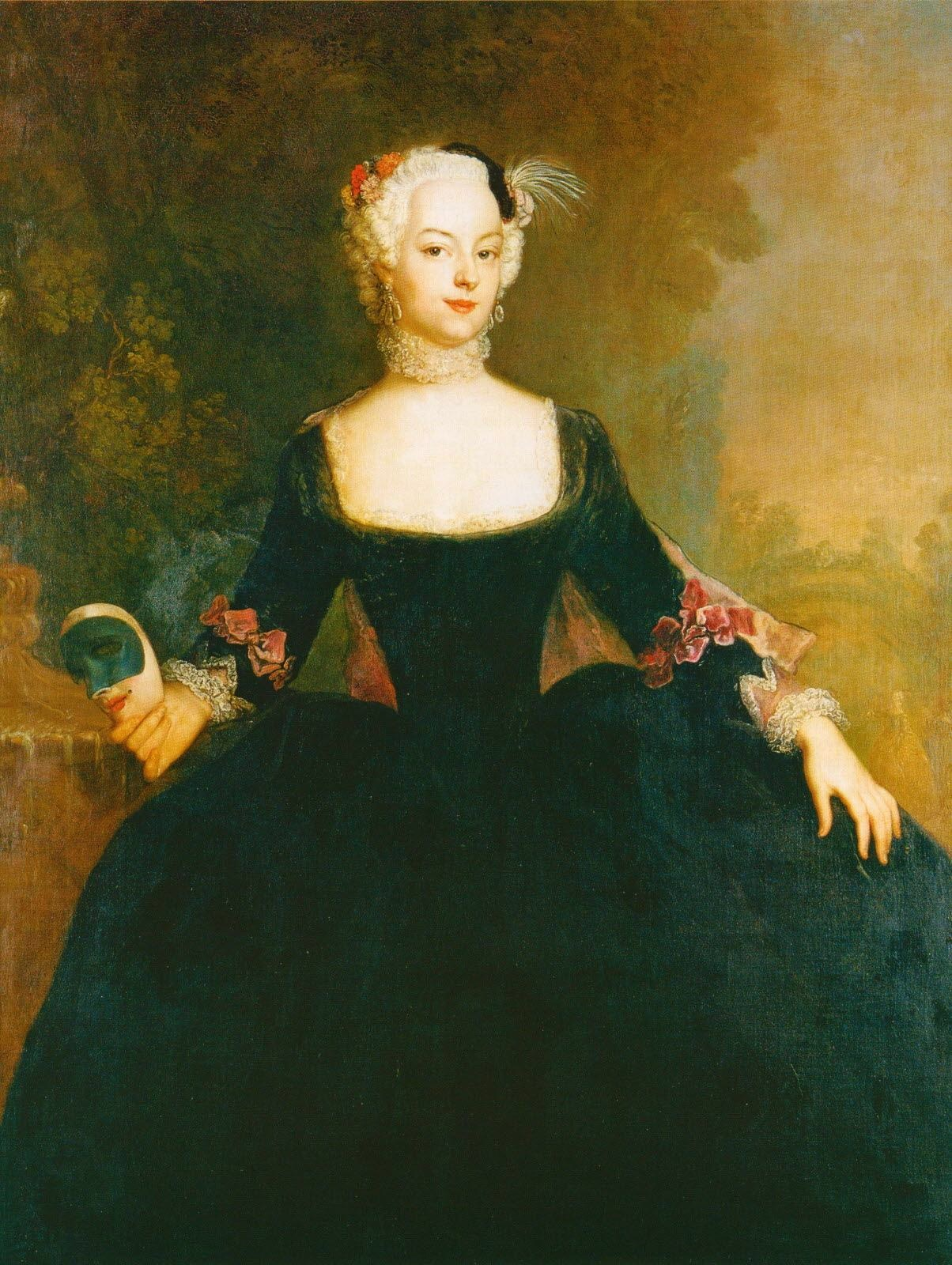
Wilhelmine von Hessen-Kassel, portret de Antoine Pesne, 1745

Wilhelmina a fost fiica prințului Maximilian de Hesse-Kassel și a soției acestuia, Friederike Charlotte de Hesse-Darmstadt. Wilhelmina a fost nepoata Landgrafului Wilhelm al VIII-lea de Hesse-Kassel și a regelui Frederic I al Suediei. A făcut cunoștință cu Henric când a vizitat Kassel în 1751 și s-a căsătorit cu el la 25 iunie 1752.
Wilhelmina a fost descrisă ca o frumusețe a vremii. Wilhelmina li Henric au avut propria lor curte și au locuit la castelul Rheinsberg din Berlin. Wilhelmina nu a avut copii cu Henric, despre care s-a spus că acorda mai multă atenție preietenilor bărbați decât ei. Cuplul s-a separat în 1766 după o presupusă aventură a Wilhelminei. După separare, ea a locuit la palatul Unter den Linden din Berlin.

Prințesa suedeză Hedwig Elizabeth Charlotte de Holstein-Gottorp a descris-o la momentul vizitei ei în 1798: 
Era o doamnă înaltă și frumoasă, cu o figură bine păstrată, deși foarte subțire, și puteți vedea în continuare remarcabila ei frumusețe din tinerețea ei. Ochii ei sunt mari și plini de viață, deși oarecum proeminenți și cu o privire neliniștită. Este plină de duh și literal, ca urmare a vârstei, ea poartă uneori discuții ale mai multor discipline în același timp. Manierele ei sunt regale și ea a fost foarte politicoasă și față de mine, foarte plăcută. 
Ea a fost unul dintre puținii membri ai Casei Regale care au rămas în Berlin în timpul ocupației franceze din 1806. În timp ce cea mai mare parte a familiei regale au plecat din cauza criticilor anti-napoleoniene pe care le-au exprimat, și membrii curții regale fie că i-au urmat sau au părăsit capitala pentru moșiile lor de la țară, Wilhelmina a rămas cu Prințul Augustus Ferdinand al Prusiei și soția acestuia, Elisabeth Louise de Brandenburg-Schwedt din cauza "vârstei lor înaintate", precum și Prințesa Augusta a Prusiei, care era însărcinată în acel moment.